# دام
دام هي أول فرقة راب فلسطينية تأسست عام 1999 وتتكون من ثلاثة أعضاء من عرب الداخل من مدينة اللد هم تامر النفار (27 عاما) وأخوه سهيل النفار (23عاما) مع محمود جريري (24 عاما). اسم الفرقة بالعربية جاء من الفعل دامَ كما قد يكون من اختصار التعبير Da Arabian MCs أي مغنو الراب العرب. في العبرية لفظ اسمها يشبه كلمة דם أي دم.

## نشأتها
بدأت الفرقة تتكون عام 1999 عندما بدأ تامر يغني الراب برفقة أخيه الأصغر سهيل ويقول تامر عن محفزاته: «المخدرات والقتل في اللد روتين يومي.. كماهي عادته في شرب المخدرات وعندما قتل اعز اصدقائي في هذه الأجواء المسعورة فهمت ان المشكلة ليست بعيدة، وان كل شخص معرّض لأن يصاب بها سواء بقصد أو بغير قصد.. كان هذا السبب في تغيير توجهي للواقع الذي اعيش فيه، قررت ان لا بد من العمل من اجل المجتمع، وان اقول كلمتي مهما كانت النتائج».
بعد ذلك تم اللقاء بين محمود شلبي، الذي كان يكتب حينها كلمات أغانيه السخيفة، مع تامر وسرعان ما تم الاتفاق على التعاون معا وتكوّن الثلاثي دام (تشبه النفس بالشئ الذي.
يدوم (الله))
أصدرت دام ألبومها الأول عام 1998 بعنوان «أوقفوا بيع المخدرات» وتم توزيعه محليا. عام 2001 تم إصدار الألبوم الثاني «مين ارهابي» كما تم إصدار إحدى أغانيه التي تحمل نفس العنوان على شبكة الإنترنت من خلال موفع الراب العربي كمان جندي أجا وتم تحميل الأغنية أكثر من مليون مرة خلال شهر واحد (تحكوش لحدا). أثارت هذه الأغنية اهتماما بسبب كلماتها ذات المضمون الجنسي الواضح وتم تسجيلها بطريقة الفيديو كليب. بالإضافة إلى ذلك تم توزيع هذه الأغنية مجانا مع عدد من النسخة الفرنسية لمجلة رولينج ستون. أصدرت الفرقة أغنية منفردة تحمل عنوان «ولدت هنا» وقد اختاروا الغناء فيها باللغة العبرية بالإضافة إلى اللغة العربية ليتوجهوا إلى الجمهور اليهودي في إسرائيل مظهرين له أنه يعيش في دولتهم عرب وهم موجودون هنا من قبل قيام إسرائيل. عنوان الأغنية مأخوذ من أغنية إسرائيلية قديمة (כאן נולדתי أي ولدت هنا بالعبرية) تشدد على انتماء اليهود للأرض التي أقيمت عليها دولة اسرئيل فكانت أغنية دام بمثابة الجواب الفلسطيني لادعاءات هذه الأغنية.
أصدرت دام ألبومها الثالث وهو الأول الذي يحظى بتوزيع عالمي بعنوان إهداء من إنتاج ريد سيركل وتوزيع شركة EMI وقد كان هذا الألبوم ثمرة عملهم في الأربع سنوات السابقة.
شاركت الفرقة في فيلم تسجيلي بعنوان Slingshot Hip-Hop يدور حول الحياة اليومية لعدد من مغني الراب الفلسطينيين في الضفة وغزة والداخل. كما شارك تامر النفار في فيلم وثائقي بعنوان «قنوات الغضب» يدور حوله وحول مغني راب يهودي يدعى سابلمينال ويظهر الاختلاف بينهما.
في 4/6/2007 شاركت الفرقة في حلقة برنامج من واشنطن على قناة الجزيرة حول الراب العربي
الراب الغزاوي
كان الراب الضفاوي أقوى من الغزاوي ولكن حاليا الفرق الغزاوي أصبحت اقوي حيث ظهرت الفاسخ الكبير درج تيم المحبل بوجه الدام وظهرت إبراهيم غنيم كأصبع وسطانى أيضا اما الدام.

## أسلوبها
تغني الفرقة بالأساس باللغة العربية ولكن لديها اغاني قليلة بالإنجليزية والعبرية. ويمتاز أسلوبها بالمزج بين أسلوب الراب ذو الأصول الغربية وبين الموسيقى العربية. في العديد من أغانيهم تم استعمال ألحان وايقاعات عربية مستخدمين عدة الات موسيقية شرقية كالعود والدربكة.
تعالج أغاني الفرقة عدة مواضيع تبرز فيها أغاني عن القضية الفلسطينية وعن أوضاع عرب الداخل بالإضافة إلى أغان عن أوضاع مدينتهم اللد المنكوبة بالبطالة والفقر والمخدرات والعصابات والتمييز الإسرائيلي ضد العرب. كثيرا ما يقارن أعضاء الفرقة بين أحوال الأفرو-أمريكيون وبين أحوال مدينتهم ولذا يعتبرون الراب خير أسلوب موسيقي للتعبير عنهم. قال تامر في إحدى المقابلات: «ان مدينتي اللد هي أكبر سوق مخدرات في الشرق الأوسط.. يمكنك الحصول على كل ما تريد من الحشيش إلى الكوكائين».

## هوامش
1. ↑  توظيف موسيقى الهيب هوب لخدمة القضايا العربية  نسخة محفوظة 21 يونيو 2007 على موقع واي باك مشين. عن الجزيرة نت نسخة محفوظة 17 ديسمبر 2009 على موقع واي باك مشين.

## وصلات خارجية
- دام على موقع ميوزك برينز (الإنجليزية)
- دام على موقع أول ميوزيك (الإنجليزية)
- دام على موقع ديسكوغز (الإنجليزية)

- موقع الفرقة الرسمي
- موقع فيلم Slinshothiphop
- موقع رابيرز عرب لـ الراب الفلسطيني